# Hamilton (South Lanarkshire)
Hamilton (schottisch-gälisch: Hamaltan) ist eine Stadt mit 53.188 Einwohnern in Zentralschottland. Die Stadt liegt am Zusammenfluss von Clyde und Avon Water, etwa 15 km südöstlich des Zentrums von Glasgow. In Hamilton befinden sich ein Campus der University of the West of Scotland sowie der Verwaltungssitz der Council Area South Lanarkshire. Der Fußballverein Hamilton Academical spielt in der Scottish Premiership, der höchsten Liga im schottischen Fußball.

## Geschichte
Im Mittelalter hieß der Ort noch Cadzow und lag unweit der königlichen Burg Cadzow Castle. Beide gelangten um 1315 in den Besitz des Clan Hamilton. Unter der Herrschaft des 1. Lord Hamilton setzte sich der Ortsname Hamilton durch. Dessen Nachfahren, die Dukes of Hamilton residierten hier bis 1919 im Hamilton Palace, der bis zu ihrem Abriss 1921 größten nicht-königliche Residenz in Großbritannien.

## Partnerstadt
- Châtellerault, Frankreich

## Persönlichkeiten
- George Hamilton, 1. Earl of Orkney (1666–1737), Feldmarschall
- Charles Alston (1685–1760), Botaniker, Mediziner
- David Wotherspoon (1849–1906), Fußballspieler und -funktionär
- Mary Victoria Hamilton (1850–1922), monegassische Prinzessin
- Jocky Wright (1873–1946), Fußballspieler
- Archibald Dawson (1892–1938), Bildhauer und Kunstpädagoge
- William Urquhart-Dykes (1897–1979), Autorennfahrer und Flieger
- Jock Lawrence (1921–1998), Autorennfahrer
- Maurice Taylor (1926–2023), Bischof von Galloway
- Patricia Dainton (1930–2023), Schauspielerin
- Elenor Gordon (1933–2014), Schwimmerin
- David Herd (1934–2016), Fußballspieler
- Nicol Williamson (1936–2011), Schauspieler
- Kenneth Collins (* 1939), Politiker
- Craig Brown (1940–2023), Fußballspieler und -trainer
- Walter McGowan (1942–2016), Boxer
- Brian Connolly (1945–1997), Musiker
- Tom McCabe (1954–2015), Politiker
- Jim Bett (* 1959), Fußballspieler
- Paul McStay (* 1964), Fußballspieler
- Colin Miller (* 1964), kanadischer Fußballspieler und -trainer
- Drew Henry (* 1968), Snookerspieler
- Jamie Burnett (* 1975), Snookerspieler
- Rocco Quinn (* 1986), Fußballspieler
- Ben Summers (* 2004), Fußballspieler
- Jude Bonnar (* 2005), Fußballspieler